# Гусь-Железный
Гу́сь-Желе́зный — посёлок городского типа в Касимовском районе Рязанской области, административный центр Гусевского городского поселения.
Расположен на реке Гусь (на ней — плотина, построенная в XVIII веке), в 18 километрах к северо-западу от Касимова. Посёлок окружён хвойными и смешанными лесами.
Население — 1841 чел. (2023).

## История
В 1758 году известные заводчики Баташёвы купили землю и устроили чугуноплавильный и железный завод, для работ на заводе устроили громадное искусственное озеро. После устройства завода Баташёвы в 1766 году построили здесь деревянную церковь во имя Святого пророка Иоанна Предтечи, эта церковь сгорела в 1812 году. В 1802 году началось строительство каменного двухэтажного храма, в 1825 году после смерти храмоздателя Андрея Баташева работы приостановились. Главный храм к этому времени был доведён до купола верхнего этажа, а трапеза и колокольня до карниза. В таком виде недостроенная церковь и оставалась до 1847 года. Между тем в нижнем этаже все внутренние работы были окончены ещё до 1825 года, устроено в нём три престола и совершалось богослужение. В 1847 году на средства наследников Баташёва и рабочих завода возобновлены были работы для окончания верхнего этажа храма и колокольни. Все работы были завершены окончательно и храм был освящён только в 1868 году. Престолов в церкви четыре: в верхнем этаже во имя Живоначальной Троицы, в нижнем во имя Рождества Христова, Святого Николая Чудотворца и во имя святых апостолов Петра и Павла.
Жизнь братьев Андрея и Ивана Баташёвых нашла описание в романе Андрея Печерского «На горах», в романе графа Салиаса «Владимирские мономахи» и не только).
Вот что вспоминает очевидец XIX века:

Массивный дом, окружающие его каменные развалины, громадный столетний парк позади дома, обнесённый простирающейся на две версты в длину высокой стеной с башнями, расстилающийся перед усадьбою девятивёрстный пруд, по которому некогда ходили суда под парусами, трёхвёрстная плотина из белого камня, запрудившая три реки и без особого для себя вреда целое столетие сдерживавшая гигантские массы вод, — всё это не может не вызывать в воображении титанический труд десятков тысяч рук, создавших всё это в какие-то два года. Невероятно!— Белоконский И. П. Баташевы. // В кн.: Деревенские впечатления. — СПб., 1900.
В соответствии с постановлением ВЦИК «О новой сети районов Московской области» 1935 года был образован Бельковский район с центром в деревне Бельково в 5 километрах от Гусь-Железного (дорога из Москвы в Касимов проходила в то время именно там). В 1937 году район стал частью вновь созданной Рязанской области.
Уже к 1940 году центром района стал Гусь-Железный. В 1959 году Бельковский район был упразднён, его территории вошли в состав Тумского и Касимовского районов.
Статус посёлка городского типа — с 1964 года.
Название посёлка происходит от реки Гусь и железоделательного завода.

## Население
| 1859  | 1897  | 1905  | 1939  | 1970  | 1979  | 1989  |
| ----- | ----- | ----- | ----- | ----- | ----- | ----- |
| 5327  | ↘3495 | ↘3342 | ↗3598 | ↘2936 | ↘2847 | ↘2809 |
| 2002  | 2009  | 2010  | 2012  | 2013  | 2014  | 2015  |
| ↘2442 | ↘2136 | ↘2115 | ↘2065 | ↘2031 | ↘1994 | ↘1926 |
| 2016  | 2017  | 2018  | 2019  | 2020  | 2021  | 2023  |
| ↘1881 | ↘1847 | ↘1805 | ↘1780 | ↗1781 | ↗1901 | ↘1841 |

## Экономика
В настоящее время в Гусе-Железном предприятия ЖКХ, пищекомбинат, лесокомбинат, лесхоз.

## Культура
В посёлке также находятся средняя школа, больница, Дом культуры, при котором работают три народных ансамбля.

## Достопримечательности
Среди достопримечательностей Гуся-Железного:
- Троицкая церковь, построенная в первой половине XIX века в стиле псевдоготики, и усадьба Баташёва, построенная в конце XVIII века.
- Здесь же похоронен хозяин усадьбы — Андрей Баташёв. Могила и надгробье недавно[насколько?] отреставрированы.
- На северной окраине посёлка находится памятник природы регионального значения «Белый лес»[26] c небольшими карстовыми озёрами Большая и Малая Ключная яма.

## Галерея

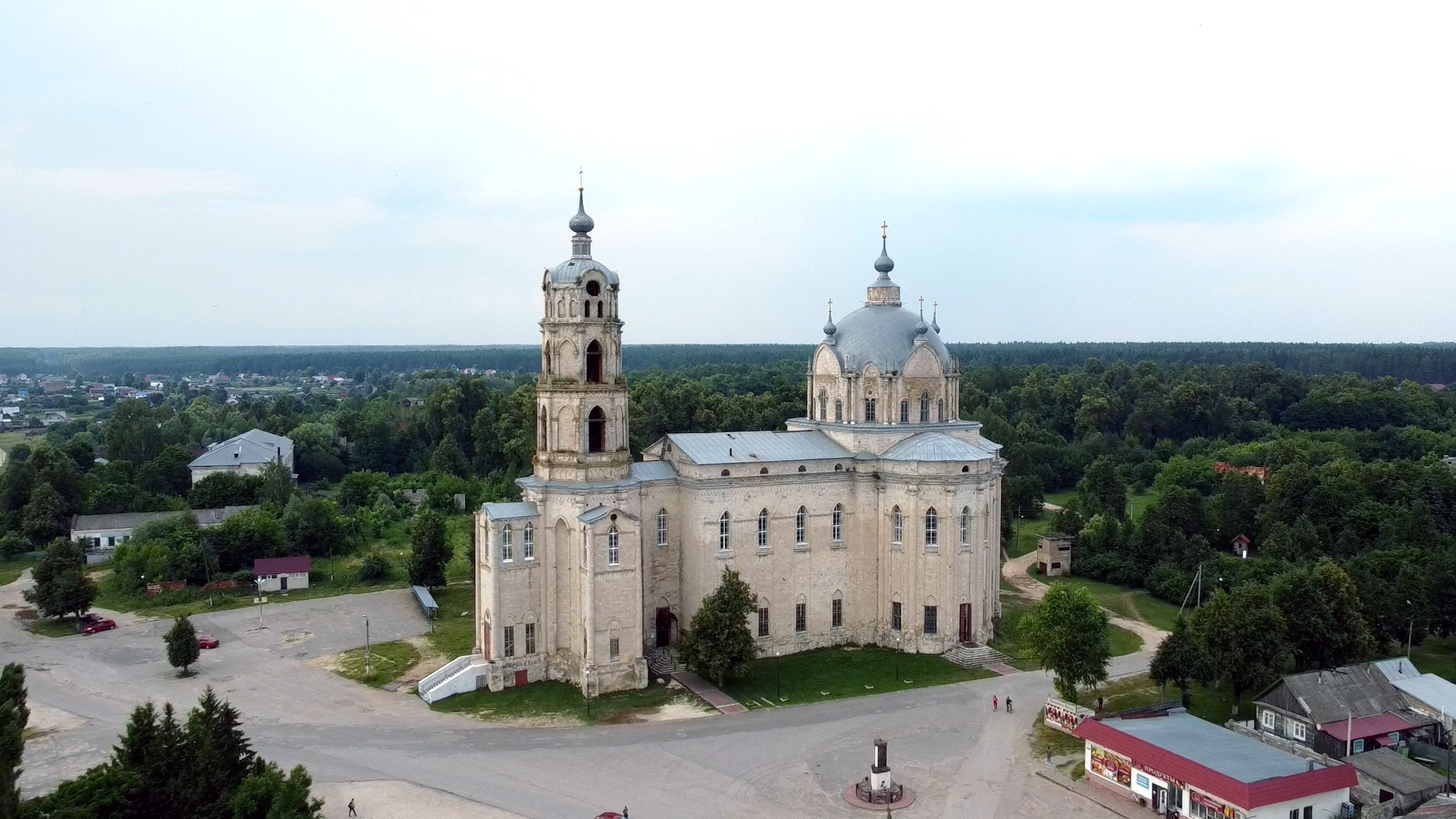
Вид на Храм Живоначальной Троицы с высоты птичьего полёта
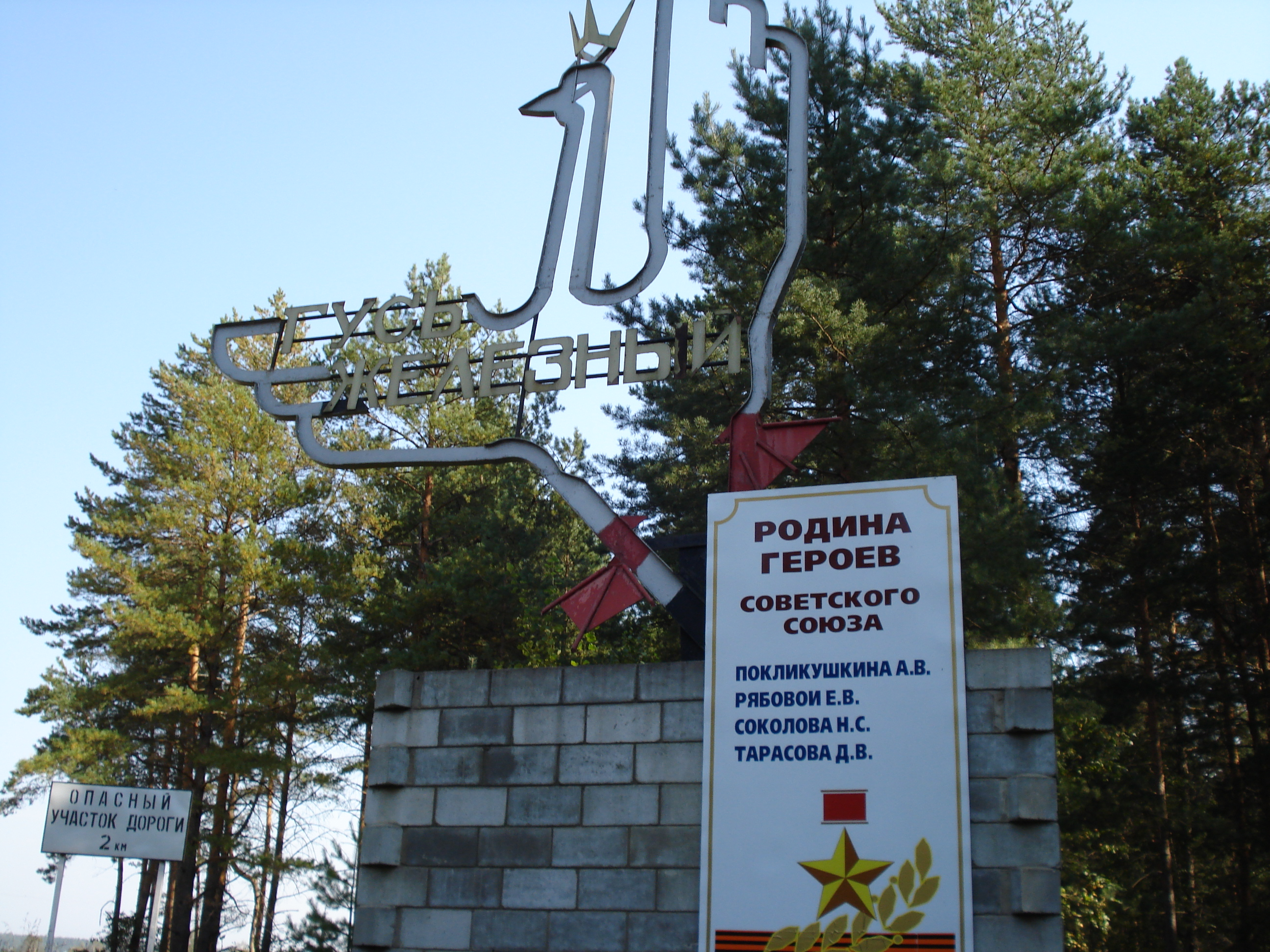
Въезд в город по направлению Москва-Касимов
- Гусь-Железный — видео
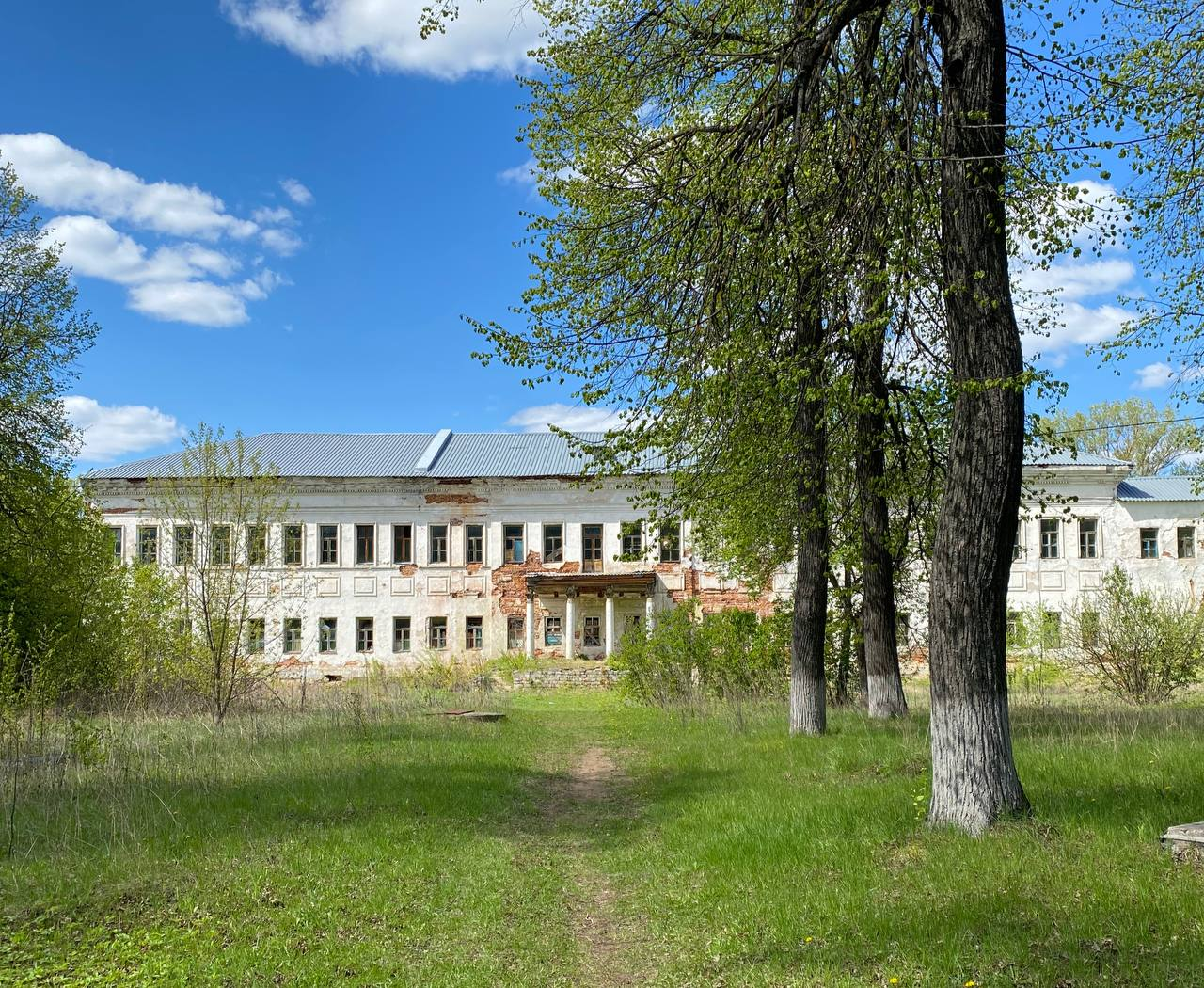
Главный дом усадьбы Баташёвых в 2022 г.